# Cecil Smith

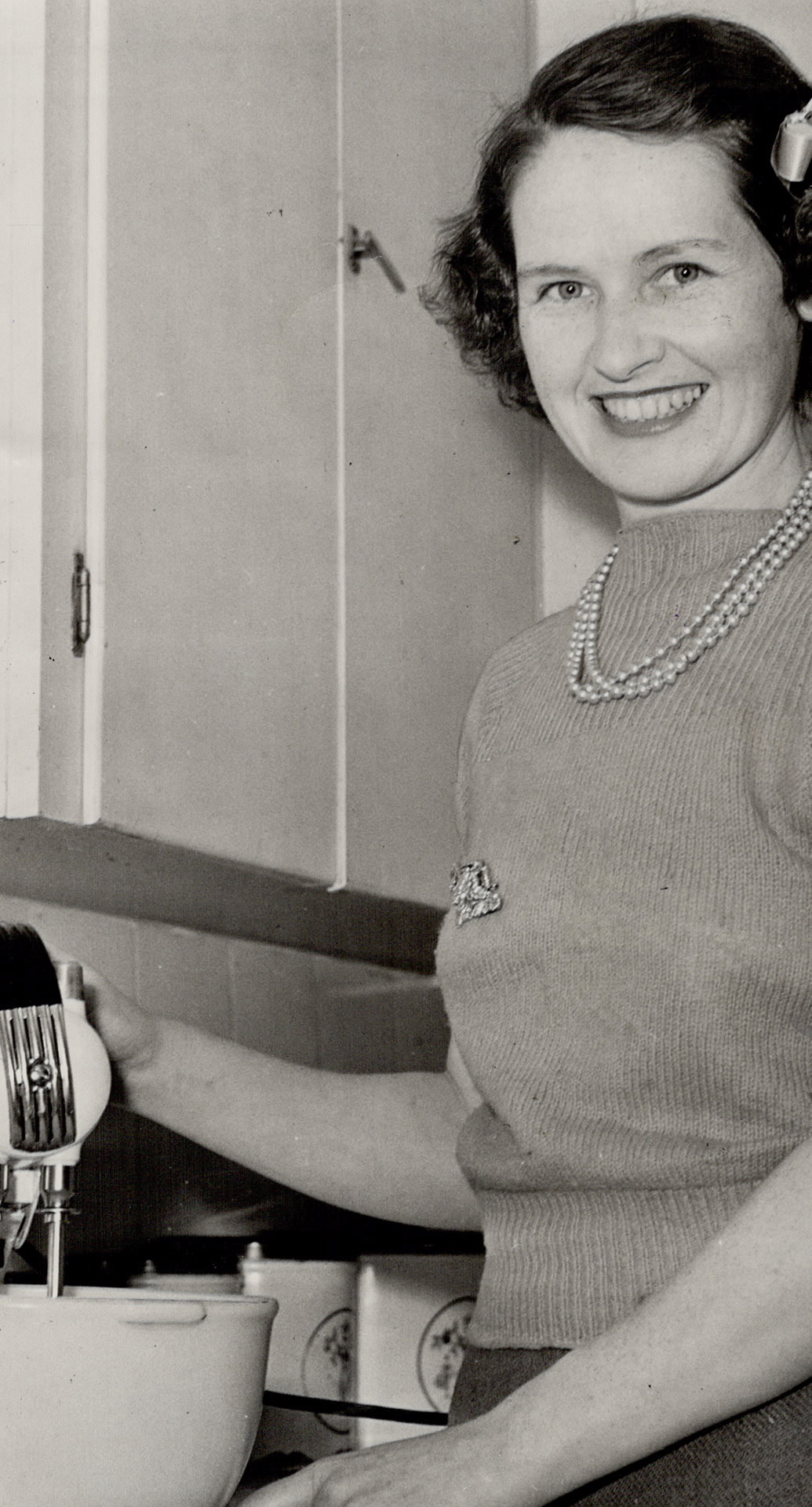
Cecil Smith år 1938.

Cecile Elaine Eustace "Cecil" Smith, senare Gooderham och Hedstrom, född 14 september 1908 i Toronto, död där 9 november 1997, var en kanadensisk konståkerska som deltog i två olympiska spel, i Chamonix 1924 och i Sankt Moritz 1928. Hennes medtävlande i par var Melville Rogers. Hon var syster till Maude Smith.